# Code 8
Code 8 è un film canadese del 2019 diretto da Jeff Chan.
Il film, versione estesa dell'omonimo cortometraggio diretto da Chan nel 2016, racconta le vicende di un uomo con superpoteri che finisce a lavorare per un gruppo di criminali con il fine di raccogliere soldi per aiutare la madre malata.

## Trama
All'inizio del XXI secolo, il pubblico prende consapevolezza delle persone con abilità sovrumane, note come Poteri, il che porta il governo a promulgare una legge che obbliga tutti i Poteri a registrare le proprie abilità. Sebbene inizialmente siano popolari nel mondo del lavoro, con l'inizio della Terza Rivoluzione Industriale, i Poteri vengono marginalizzati. Un sindacato criminale noto come il Trust ha invaso le strade con una droga ad alto potenziale di dipendenza chiamata Psyke, prodotta dal liquido spinale dei Poteri trafficate. I dipartimenti di polizia iniziano a utilizzare robot drone chiamati Guardiani e software di riconoscimento facciale per combattere la criminalità legata ai Poteri mentre viene dibattuto un divieto dei Poteri su scala cittadina.
Connor Reed, un elettrico di 26 anni ( "elettrocinetico"), si occupa di sua madre, Mary, una criogenica ( "criocinetica"), la cui malattia le impedisce di controllare i suoi poteri. Non possono permettersi il trattamento. Connor si fa avanti lavorando come lavoratore giornaliero non registrato insieme ad altri Poteri. Altrove in città, una retata antidroga viene condotta dagli investigatori Park e Davis in un complesso di appartamenti di proprietà del signore del crimine Marcus Sutcliffe, agente locale del Trust e un Lettore (lettore di mente).
Connor viene avvicinato da Garrett, sottoposto di Marcus e un TK (telecinetico), e la sua squadra per un lavoro. Il lavoro si rivela essere una rapina. Connor viene presentato a Marcus e incontra Nia, apparente fidanzata di Marcus. Park e Davis arrivano sulla scena della rapina il giorno successivo e determinano che Marcus è disperato per ricavare entrate. Garrett recluta Connor per altri lavori mentre lo addestra a massimizzare le sue abilità e accetta di aiutarlo a guadagnare abbastanza denaro per ottenere il trattamento di Mary. Connor si avvicina alla crew di Garrett - Freddie, un Brawn muto (superforza), e Maddy, una Pyro (pirocinetica).
Marcus fa rapinare una banca alla crew per ripagare il Trust, ma la cassaforte contiene solo un decimo del denaro previsto. L'assassino cambiaforma di Wesley, Copperhead, tenta di uccidere Marcus per non aver onorato il suo debito, ma il guardaspalle di Marcus, Rhino, un Brawn con pelle antiproiettile, la uccide. Nia rivela a Connor di essere una Guaritrice, e rimane solo con Marcus per alleviare gli effetti della sua dipendenza da Psyke e saldare il debito del padre imprigionato.
La condizione di Mary peggiora, e i medici dicono a Connor che devono operare presto per salvarla. Park e Davis portano Connor per un interrogatorio. Davis vuole piazzare delle prove e costringere Connor a informare. Park vuole lasciarlo andare per mancanza di prove. Connor viene rilasciato. Va da Garrett e suggerisce di rapinare un trasporto di Psyke confiscato dalla polizia, che li farà guadagnare 10 milioni di dollari. Garrett e Connor portano l'idea a Marcus, dove Connor esige che Nia curi Mary come pagamento.
Il giorno della rapina, la crew blocca il trasporto all'interno di una zona vietata al volo, impedendo il backup dei droni che trasportano i Guardiani. Anche se riescono a recuperare il Psyke in modo non letale, gli uomini di Marcus uccidono poliziotti e li tradiscono. Uccidono Maddy e feriscono gravemente Freddie. Rhino scappa con le droghe. Connor dice a Garrett che Marcus li ha incastrati a causa delle richieste di Garrett, e si separano.
Connor contatta Park e rivela il nascondiglio di Marcus alla polizia. Gli agenti fanno irruzione nel nascondiglio di Marcus mentre Connor e Garrett combattono e uccidono sia Rhino che Marcus. Garrett prende il Psyke e incoraggia Connor a prendere Nia. Nia supplica Connor di lasciarla andare, poiché le sue abilità la costringono ad assumere lesioni o malattie su di sé. Connor porta Nia in ospedale sotto la minaccia di una pistola per curare sua madre, ma cambia idea. Mary muore poco dopo.
Connor dà a Nia il suo camion per lasciare la città, mentre Garrett consegna il Psyke a Wesley e assume il controllo del traffico di droga per conto del Trust a Lincoln City. Connor visita la tomba di sua madre prima di fuggire, mentre Nia ha una visita commovente con suo padre. Nel frattempo, il divieto dei Poteri viene votato mentre Park accetta riluttante un premio.

## Produzione

### Pre-produzione
Nel 2016, Robbie e Stephen Amell hanno realizzato un cortometraggio, Code 8, che ha funto da teaser per un potenziale film. Chiedendo 200 000 dollari, la campagna di raccolta fondi ha raccolto rapidamente il milione per poi superare i 2 milioni. Il 12 giugno 2017, Laysla De Oliveira è stata inserita nel cast del film.

### Riprese
Le riprese principali sono iniziate il 1º giugno 2017 a Toronto, in Ontario.

## Distribuzione
Il 9 febbraio 2017, durante il Festival internazionale del cinema di Berlino, XYZ Films ha acquisito i diritti di vendita internazionale per il film. L'uscita cinematografica del film in Nord America è avvenuta il 13 dicembre 2019.

## Sequel e spin-off
Nel dicembre 2019, una serie spin-off con Robbie e Stephen Amell, scritta da Chris Pare e diretta da Jeff Chan, è stata annunciata essere in fase di sviluppo presso Quibi.
Nel 2024 è stato distribuito il sequel Code 8 - Parte II, sempre su Netflix.